# Edward Duyker
Edward Duyker (født 1955 i Melbourne) er en australsk forfatter og historiker, og søn af Herman Duyker (Duijker) og Maryse Commins. Hans far er fra Holland, hans mor er fra Mauritius. Duyker studerede ved La Trobe University og Melbourne University (ph.d., 1981).
Edward Duyker bøger indeholder flere etno-historier -  Tribal Guerillas (1987), The Dutch in Australia  (1987) og talrige bøger der beskæftiger sig med tidlig australske udforskning, blandt dem kritikerroste biografier af Daniel Solander, Marc-Joseph Marion Dufresne, Jacques Labillardiere, François Péron og Jules Dumont d'Urville. Meget af hans arbejde har til formål at rette op på den anglo-centrerede australske historie, og han har ydet et stort bidrag til viden og forståelse af de franske ekspeditioner til Indiske Ocean og Stillehavet i det attende og tidlige nittende århundrede. Med hans mor oversatte han beretningen om den franske opdagelsesrejsende Bruni d'Entrecasteaux. Han blev i 2007 medlem af «Australian Academy of Humaniora»  og derefter i 2009 professor ved Catholic University i Australien.

## Priser og ordener
- Ridder af den franske L'Ordre des Palmes Académiques, 2000

- Centenary Medal (Australien), 2003

- Order of Australia Medal, 2003

- New South Wales Premier’s General Historie Prisen, 2004 (Citizen Labillardiere)

- Frank Broeze Maritime Historie Prisen, 2007, (François Peron).

## Eksterne links
- Australian Academy of the Humanities Arkiveret 29. april 2013 hos  Wayback Machine
- Duyker Papers, National Library of Australia (MS 9061) Arkiveret 10. oktober 2012 hos  Wayback Machine
- A Dictionary of Sea Quotations Arkiveret 22. november 2015 hos  Wayback Machine
- François Péron
- Citizen Labillardière
- Nature's Argonaut Arkiveret 22. november 2015 hos  Wayback Machine
- Daniel Solander
- Voyage to Australia and the Pacific